# Stiftung Humanitäre Hilfe für durch Blutprodukte HIV-infizierte Personen
Die Stiftung Humanitäre Hilfe für durch Blutprodukte HIV-infizierte Personen ist eine rechtsfähige Bundesstiftung mit Sitz in Bonn. Sie wurde durch das Gesetz über die humanitäre Hilfe für durch Blutprodukte HIV-infizierte Personen (HIVHG) vom 24. Juli 1995 als Stiftung des öffentlichen Rechts gegründet und unterliegt der Aufsicht des Bundesministeriums für Gesundheit. Rechnungsprüfungsbehörde ist der Bundesrechnungshof. Die jüngste Änderung des Gesetzes erfolgte mit Wirkung vom 1. Januar 2019 durch Artikel 6a des Gesetzes zur Fortschreibung der Vorschriften für Blut- und Gewebezubereitungen und zur Änderung anderer Vorschriften (BlGewVFG).
Die Stiftungsgründung war eine Folge des so genannten Blutprodukteskandals der frühen 1980er Jahre, zu dessen Aufklärung 1993 der parlamentarische Untersuchungsausschuss „HIV-Infektionen durch Blut und Blutprodukte“ des Deutschen Bundestages eingesetzt wurde. Er hatte unter anderem die Aufgabe, das Geschehen der HIV-Übertragungen durch Blut zu untersuchen und Vorschläge für eine staatliche Entschädigung oder humanitäre Hilfe für die infizierten Personen zu unterbreiten. Der Untersuchungsausschuss legte im Oktober 1994 seinen Abschlussbericht vor.

## Stiftungszweck
Gemäß § 1 HIVHG ist es Zweck der Stiftung, „aus humanitären und sozialen Gründen und unabhängig von bisher erbrachten Entschädigungs- und sozialen Leistungen an Personen, die durch Blutprodukte  unmittelbar oder mittelbar mit dem Human Immundeficiency Virus (HIV) oder infolge davon an Aids erkrankt sind, und an deren unterhaltsberechtigte Angehörige finanzielle Hilfe zu leisten.“

## Stifter
Die Mittel der Stiftung wurden durch den Bund, die Länder, das Deutsche Rote Kreuz und die Pharmafirmen Bayer AG, Immuno GmbH, Behringwerke AG, Baxter Deutschland GmbH, Armour Pharma GmbH und Alpha Therapeutics GmbH aufgebracht. 100 Mio. DM stammen vom Bund; 90,8 Mio. DM von pharmazeutischen Unternehmen; 9,2 Mio. DM von den Blutspendediensten des DRK und 50 Mio. DM von den Ländern. Bald war absehbar, dass das Stiftungsvermögen in Kürze aufgebraucht sein würde und damit die Stiftung satzungsgemäß aufzulösen wäre. Daher wurde 2017 durch Artikel 6a des Gesetzes zur Fortschreibung der Vorschriften für Blut- und Gewebezubereitungen und zur Änderung anderer Vorschriften (BlGewVFG) die Quelle der Leistungen geändert, indem nun die Mittel für die finanzielle Hilfe nur noch aus dem Bundeshaushalt aufzubringen sind.

## Leistungen nach § 16 HIVHG
Die Leistungen der Stiftung werden nicht auf andere Leistungen aus öffentlichen Mitten angerechnet und auch nicht bei der gesetzlich vorgesehenen Ermittlung von Einkommen und Vermögen berücksichtigt. In den ersten Fassungen des Gesetzes waren die Leistungen nach Höhe und Dauer wie folgt begrenzt: HIV-Infizierte erhalten nach § 16 HIVHG eine monatliche Leistung von 766,94 Euro, AIDS-erkrankte Personen von 1.533,88 Euro ohne Prüfung der Einkommens- oder sonstigen wirtschaftlichen Verhältnisse. Kinder erhalten nach dem Tod der infizierten Person monatlich 511,29 Euro bis zum Abschluss der Berufsausbildung, längstens bis zum Ablauf des 25. Lebensjahres. Ehepartner erhalten monatlich 511,29 Euro, wenn die infizierte Person im Zeitpunkt des Inkrafttreten des HIVHG verstorben ist. Die Zahlungen enden mit Ablauf des fünften Jahres nach Beginn der Zahlungen. 2017 wurden mit Wirkung vom 1. Juli 2019 durch Artikel 6a des BlGewVFG die Leistungen dynamisch an das Rentenniveau gekoppelt und einige zeitliche Beschränkungen aufgehoben.

## Organe der Stiftung
Stiftungsorgane sind Stiftungsvorstand, Stiftungsrat und Medizinische Kommission.
Der Stiftungsvorstand besteht derzeit aus Ute Braun (Vorsitzende), Stefan Breuer und Horst Schmidbauer.
Der neunköpfige Stiftungsrat als Aufsichtsgremium besteht aus zwei Vertretern des Deutschen Bundestages, Vertretern der Bundesländer, des Deutschen Roten Kreuzes, der Hämophilieverbände, des Bundesgesundheitsministeriums und der Pharmaindustrie.
Vorsitzender des Stiftungsrates ist als Vertreter des Deutschen Bundestages der Bundestagsabgeordnete Jens Spahn (CDU).